# Motian Ling
Motian Ling (chinesisch 摩天岭 ‚Wolkenkratzergrat‘) ist ein Nebengipfel des Mount Harding in den Grove Mountains des ostantarktischen Prinzessin-Elisabeth-Lands. Er ragt unmittelbar östlich des Hauptgipfels auf.
Chinesische Wissenschaftler benannten ihn im Jahr 2000.